# Orthaga prionosticha
Orthaga prionosticha là một loài bướm đêm trong họ Pyralidae. Tên khoa học của loài này lần đầu tiên được công bố hợp lệ vào năm 1925 bởi Turner.